# Roy Newman (Musiker)
Roy Newman (* 12. November 1899 in Dallas, Texas; † 23. Februar 1981) war ein US-amerikanischer Country-Musiker. Auch wenn er nicht einer der bekanntesten Vertreter war, gilt Newman als bedeutend für die Entwicklung des Western Swing.

## Leben

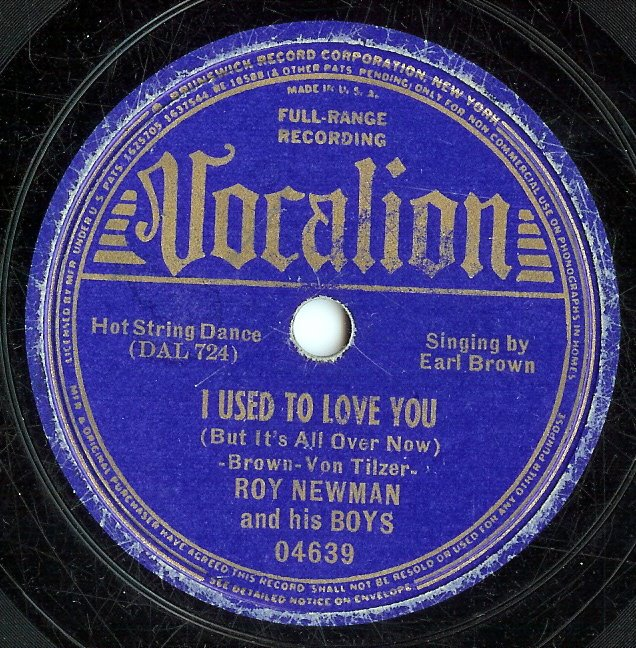
I Used To Love You, 1939

Über Roy Newmans Leben ist nicht viel bekannt. Newman wurde, je nach Quelle, entweder 1899 oder 1900 im texanischen Dallas geboren. Er startete seine Karriere Anfang der 1930er Jahre und machte ab 1934 Aufnahmen für Vocalion Records. Damit war Newman einer der ersten Musiker, der ländliche Hillbilly-Musik mit populärem Jazz vermischte und gleichzeitig diesen sogenannten Western Swing vor Bob Wills aufnahm. Jedoch hatte Newman aufgrund der quirligen Klarinette einen weitaus größeren Hang zum Dixieland Jazz.
Zwischen 1934 und 1939 nahmen Newman und sein Orchester, die Boys, viele verschiedene Stücke auf. Ihr Repertoire reichte von Popstandards wie Corrine, Corinna über Hillbilly bis hin zu Bluesinterpretationen des Match Box Blues, Kansas City Blues oder dem Down Hearted Blues. Einer seiner umstrittensten Titel ist Everybody’s Tryin' To Be My Baby. Später berühmt als Cover von Carl Perkins und den Beatles, ging man davon aus, dass Newmans Version von Everybody’s Tryin’ To Be My Baby das Original sei. Heutzutage ist jedoch bewiesen, das dies falsch ist, denn bereits 1936, zwei Jahre vor Newmans Aufnahme, spielte bereits Rex Griffin den Titel ein, was wohl wahrscheinlicher das Original ist. Erfolgreiche Singles von Newman und seiner Band waren außerdem Devil with the Devil sowie I Can’t Dance (I Got Ants In My Pants).
Um 1938 setzte sich Newmans Band aus folgenden Mitgliedern zusammen (neben Newman selbst): Gene Sullivan (Gesang), Holly Horton (Klarinette), Cecil Brower (Fiddle), Jim Boyd (Gitarre), Walter Kirkes (Banjo) und Ish Irwin (Bass) sowie Art Davis (Fiddle/Gesang), Thurman Neal (Fiddle), Randall "Buddy" Neal (Gitarre), Ramon DeArman, Earl Brown (Gitarre/Gesang), Ray Lackland (Gesang) und Buddy Harris (Gesang), die aber nur als Sessionmusiker auftauchen.
Nach 1939 sind keine neuen Aufnahmen von Newman bekannt. Lediglich einige seiner Vocalionplatten wurden von Conqueror Records und Columbia Records in den 1940er Jahren neu veröffentlicht. Aufnahmen von Roy Newman sind in der Gegenwart schwer zu finden.

## Diskografie
Die meisten Platten nahm Newman bei Vocalion auf. Viele wurden davon bei anderen Labels wieder neu veröffentlicht.
| Jahr                                                | Titel                                                                                     | Anmerkungen                              |
| --------------------------------------------------- | ----------------------------------------------------------------------------------------- | ---------------------------------------- |
| Vocalion Records                                    |                                                                                           |                                          |
| 1934                                                | Drag Along Blues (Joe Turner Blues) / Weary Blues                                         |                                          |
| 1934                                                | Git Along Home Cindy / Chicken Reel                                                       |                                          |
| 1934 (?)                                            | Tiger Rag / Messin' Around                                                                |                                          |
|                                                     | Tin Roof Blues / Garbage Man Blues                                                        |                                          |
|                                                     | Somebody Loves Me / Barn Dance Rag                                                        |                                          |
|                                                     | Slow and Easy / Rhythm Is Our Business                                                    |                                          |
|                                                     | Corrine, Corrina / I Can’t Dance (I Got Ants In My Pants)                                 |                                          |
|                                                     | How Many Times / Sadie Green, The Vamp Of New Orleans                                     |                                          |
|                                                     | Some of These Days / Dinah                                                                |                                          |
|                                                     | The Lonesome Road / Birmingham Jail                                                       |                                          |
|                                                     | Black and Blue / 12.Street Rag                                                            |                                          |
|                                                     | Rock-a-Bye Moon / Shine on Harvest Moon                                                   |                                          |
| 1935                                                | There’ll Be Some Changes Made / A Good Man Is Hard To Find                                | DAL-196-1 Vocalion 03325                 |
|                                                     | Wonderful One / Hot Dog Stomp                                                             |                                          |
|                                                     | When You And I Were Young, Maggie / We’ll Meet By The Bend Of The River                   |                                          |
|                                                     | Night That You Nestled In My Arms / Who Calls You Sweet Mama Now                          |                                          |
|                                                     | She’s Doggin' Me / Catch On and Let’s Go                                                  |                                          |
|                                                     | I’m Saving Saturday Night For You / Mary Lou                                              |                                          |
|                                                     | There’s Tears In The Eye Of A Potato / Everybody’s Blues                                  |                                          |
|                                                     | Back In Your Own Backyard / Dust Off That Old Piano                                       |                                          |
|                                                     | Graveyard Blues / Better Get Off Your High Horse                                          |                                          |
| 1939 (?)                                            | Tamiami Trail / Everywhere You Go                                                         |                                          |
| 1938 (?)                                            | Takin' Off / Mississippi Mud                                                              |                                          |
| 1939                                                | My Baby Rocks Me / Match Box Blues                                                        |                                          |
| 1939                                                | I Used To Love You / I’ve Got It                                                          |                                          |
| 1939                                                | Boogaboo Baby / I Don’t Love Anybody But You                                              |                                          |
| 1939                                                | Eleven Pounds of Heaven / I Cried For You                                                 |                                          |
| 1939                                                | Everybody’s Tryin' To Be My Baby / Texas Stomp                                            |                                          |
| 1939                                                | Down Hearted Blues / Kansas City Blues                                                    |                                          |
| 1939 (?)                                            | If I Ever Get To Heaven / I’m Tired Of Everything But You                                 |                                          |
|                                                     | The Devil With The Devil / Round The World On A Dime                                      |                                          |
|                                                     | I Ought To Break Your Neck / Love Burning Love                                            |                                          |
|                                                     | Everything Is Preaches 'Neath The Old Apple Tree / You’re In Kentucky Sure As You’re Born |                                          |
|                                                     | Blues, Why Don’t You Let Me Alone? / Don’t Let Me Stand In Your Way                       |                                          |
|                                                     | I’ve Got The Walkin' Blues / Where The Morning Glories Grow                               |                                          |
| 1940                                                | Take Me Back To My Home In The Mountains / I Love My Baby                                 |                                          |
| Conqueror Records Vocalion-Wiederveröffentlichungen |                                                                                           |                                          |
| 1938                                                | Eleven Pounds of Heaven / I Cried For You                                                 | Wiederveröffentlichung von Vocalion 4792 |
| 1938 (?)                                            | Texas Stomp / Everybody’s Tryin' To Be My Baby                                            | Wiederveröffentlichung von Vocalion 4866 |
| 1939 (?)                                            | I’ve Got It / I Used To Love You                                                          | Wiederveröffentlichung von Vocalion 4639 |
| 1940                                                | I Love My Baby / Carry Me Back To My Home In The Mountains                                | Wiederveröffentlichung von Vocalion 5486 |
| Columbia Records Vocalion-Wiederveröffentlichungen  |                                                                                           |                                          |
| 1945 (?)                                            | Corrine, Corrina / I Can’t Dance (I’ve Got Ants In My Pants)                              | Wiederveröffentlichung von Vocalion 3117 |
|                                                     | Match Box Blues / My Baby Rocks Me                                                        | Wiederveröffentlichung von Vocalion 4578 |
|                                                     | Down Hearted Blues / Kansas City Blues                                                    | Wiederveröffentlichung von Vocalion 4959 |

Anmerkung: Die Jahreszahlen sind nicht vollkommen sicher